# Charles Lilley
Pour les articles homonymes, voir Lilley.
Sir Charles Lilley (27 août 1827 - 20 août 1897) fut le quatrième Premier ministre et le premier juge de la Cour suprême du Queensland. Il a eu une influence notable sur la forme et l'esprit de l'éducation dans l'État du Queensland colonial qui a duré jusqu'au début du XXe siècle. 
Lilley est né à Newcastle upon Tyne, en Angleterre. Il a fait ses études à l'University College de Londres et commença d'étudier le droit pour devenir avocat. Il laissa tout tomber, s'enrôla dans l'armée et, alors qu'il était en poste à Preston, donna des conférences sur la tempérance et de zèle au travail. Ceci le fit mal voir de ses supérieurs. Ses amis payèrent pour qu'il puisse être libéré de l'armée. Il resta à Preston et travailla dans l'équipe qui créa la Free Library Preston. 
Il arriva à Sydney le 4 juillet 1856. Peu après, il s'installa à Brisbane, travailla au service des juristes de la couronne et acheva ses études de droit. Par la suite, il se lança dans le journalisme, prit une participation dans le Courrier de Moreton Bay (plus tard, le Brisbane Courier), et pour deux ans en fut le gérant. Il a joué un rôle important dans le mouvement pour la séparation du Queensland de la Nouvelle-Galles du Sud. Après la séparation, Lilley fut élu député de la première Assemblée législative avec une majorité de trois voix seulement. Lilley y resta pour le reste de sa carrière parlementaire. 
Il fut admis au barreau en 1861. En septembre 1865 il succède à John Bramston comme ministre de la justice dans la première ministère Herbert et occupa le poste jusqu'au ministère Macalister qui succéda à Herbert comme premier ministre. Le 7 août 1866, il fut de nouveau ministre de la justice lors du deuxième mandat d'Herbert. Le gouvernement fut battu en août 1867. Le 25 novembre 1868 Lilley devint premier ministre du Queensland et au début de son mandat exerça aussi la charge de ministre de la justice puis de secrétaire colonial. Son œuvre la plus importante en tant que premier ministre a été l'introduction de la gratuité de l'enseignement, en janvier 1870. Le Queensland, a été la première des colonies australiennes à adopter ce principe.